# Wiss-Wiss
Wiss-Wiss is een Senegalees dorp in het departement Linguère in de regio Louga. De plaats telde bij de laatste volkstelling 188 inwoners en 18 huishoudens. Het is de geboortestad van minister Daouda Sow.